# Cuộc nổi loạn của An Hóa vương
Cuộc nổi loạn của An Hóa vương (Hán Việt: An Hóa vương chi loạn, chữ Hán: 安化王之乱), còn gọi An Hóa vương phản loạn, là cuộc nổi dậy chống lại triều đình nhà Minh diễn ra từ ngày 12 đến ngày 30 tháng 5 năm 1510, và là cuộc nổi dậy đầu tiên trong số hai cuộc khởi nghĩa do các thành viên Hoàng thất cầm đầu chống lại triều đình Chính Đức, theo sau là cuộc nổi loạn của Ninh vương Thần Hào năm 1519 - 1521.

## Bối cảnh

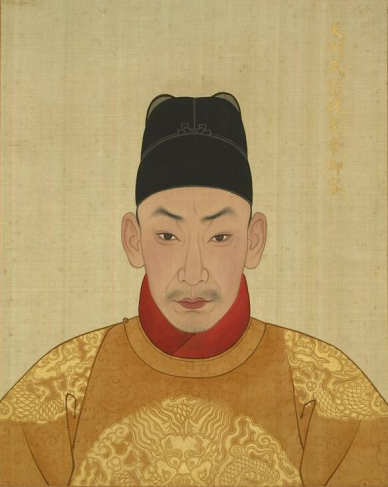
Chân dung Hoàng đế Chính Đức.

Minh Hiếu Tông Hoằng Trị năm thứ 5 (1492), Quận vương An Hóa là Chu Trật Thông qua đời, cháu đích tôn là Chu Chí Phiên được phong làm Vương Trưởng tôn, dự bị kế thừa Vương vị. Năm 1502, Chí Phiên chính thức được phong làm Quận vương. Từ khi lên tập tước, Chu Chí Phiên chiêu mộ những kẻ bất mãn về phe mình, như Chỉ huy Chu Ngang, Thiên hộ Hà Cẩm, Đinh Quảng, Học sinh Tôn Cảnh Văn, Mạnh Bân, Sử Liên...
Năm 1505, Hoằng Trị Đế mất, thái tử Chu Hậu Chiếu kế vị, tức Minh Vũ Tông Chính Đức Đế. Hoạn quan Lưu Cẩn được Vũ Tông tin tưởng đã đoạt lấy thực quyền triều cương, đề ra một loạt các thứ thuế mới nói là để tăng thu nhập cho quốc khố, nhưng phần lớn là bỏ vào túi riêng. Tháng 3 năm Chính Đức thứ 5 (1510), các đại thần đứng đầu là Đại lý thiếu khanh Chu Đông được phái đến Ninh Hạ đo đạc ruộng đất để thực hiện mưu đồ của Lưu Cẩn. Chu Đông do muốn nịnh bợ Lưu Cẩn nên lấy thuế của 50 mẫu tính theo 1 khoảnh mà thu thuế. Các binh sĩ ở Ninh Hạ oán giận về chuyện lạm thu thuế này. Tuần phủ Đô ngự sử An Duy Học là kẻ háo sắc, từng bày trò làm nhục thê tử của rất nhiều tướng sĩ dưới quyền, tướng sĩ hận đến xương cốt; lại đến vụ lạm thu thuế này khiến tình hình thêm rắc rối. Chu Chí Phiên nhân cơ hội này, muốn thuyết phục các tướng sĩ bất mãn cùng nhau tạo phản, lệnh Tôn Cảnh Văn mở tiệc rượu rồi nhân lúc họ đang say mà nói khích, các tướng đều nguyện ý đi theo Chu Chí Phiên. Sau đó, Chu Chí Phiên lén kết giao với thủ tướng Lỗ thành là bọn Thiên hộ Từ Khâm (có thuyết cho là Trương Khâm). Giữa lúc đó ở biên cương có sự, Tham tướng Cừu Việt, Phó Tổng binh Dương Anh, Tổng binh Quan Khương Hán tuyển 60 người lính làm nha binh, lệnh cho Chu Ngang thống lĩnh, Chu Ngang bí mật định ước với Hà Cẩm và Đinh Quang hợp mưu, nhân lúc An Hóa vương mở tiệc thừa lúc giết chết bọn quan viên Chu Đông, đoạt phù ấn, truyền hịch khởi binh. Chu Chí Phiên nghe xong cả mừng.

## Diễn biến
Đêm ngày 12 tháng 5 năm 1510, Chu Chí Phiên viết thư mời các quan viên tới dự tiệc yến. Chu Đông, An Duy Học xưng bệnh không tới. Khi tiệc rượu đang nửa chừng, Hà Cẩm, Chu Ngang đem nha binh vào nội, giết Thái giám Lý Tăng, Thiếu giám Đặng Quảng; Khương Hán tỏ ra bất khuất, nhục mạ quân nổi dậy, đều bị sát. Sau đó Chu Chí Phiên chính thức nổi loạn. Ngày hôm sau, loạn binh giết Chu Đông, An Duy Học. Trước cái chết của An Duy Học, Đô chỉ huy Thiêm sự Dương Trung biết mình cũng không thoát được, bèn mắng chửi Đinh Quảng, rồi cũng bị giết luôn. Đồng liêu Dương Trung là Lý Duệ nghe tin có biến, đem người ngựa đến phủ An Hóa vương, phủ môn đã đóng chặt. Lý Duệ vẫn ở trước cửa chửi bới, nên bị giết. Bách hộ Trương Khâm không chịu theo phe loạn Đảng, chạy đến Lôi Phúc bảo, loạn quân cũng đuổi theo hạ sát. Hầu Khải Trung thì bị nhốt vào ngục thất.
Chu Chí Phiên phóng hỏa đốt phủ quan, mở cửa tù ngục, phóng thích tội nhân, mở cửa phủ khố lấy vàng bạc; mua chuộc Dương Anh, Cừu Viên. Từ Khâm dẫn binh vào thành, ngụy tạo ấn tín, bài lệnh. Lúc đó Dương Anh đang ở ải Dương Hiển, quân lính nghe tin biến loạn rủ nhau bỏ trốn, Dương Anh trốn qua Linh châu. Cừu Việt lúc đó đang ở trại Ngọc Tuyền ở phía ngoài thành, nghe tin đã muốn bỏ trốn, nhưng vì vợ con còn ở trong thành Ninh Hạ, chỉ còn cách dẫn quân vào thành, cởi bỏ áo giáp mà đầu hàng. Chu Chí Phiên đoạt quyền quản lý các cánh quân, mở kho tàng khao thưởng tướng sĩ. Chu Chí Phiên lấy Hà Cẩm làm Thảo tặc Đại tướng quân; Chu Ngang, Đinh Quảng làm Tả, Hữu phó tướng quân, Tôn Cảnh Văn vi Tiền phong, Từ Khâm làm Tiền phong tướng, Ngụy Trấn, Dương Thái và 5 người nữa làm Tổng binh đô hộ, Chu Hà và 10 người khác làm Tổng quản. Lạu sai Tôn Cảnh Văn viết hịch văn, mệnh lệnh, sao ra hơn trăm bản, kể các tội trạng của Lưu Cẩn, truyền ra các trấn, xưng là khởi binh để thanh lọc triều đình, loại trừ gian thần Lưu Cẩn Những người đồng mưu bao gồm 18 nhà bọn Chu Ngang và những kẻ trong phủ An Hóa vương..
Người trấn giữ tây lộ Ninh Hạ là Tham tướng Phùng Trinh và Đồng trấn thủ doanh Quảng Vũ là Chỉ huy Thiêm sự Tôn Long cáo biên lên trên. Tổng binh Thiểm Tây Tào Hùng nghe tin biến động, suất binh dọc theo đường sông Hoàng Hà đến đánh, phái Chỉ huy sứ Hoàng Chánh đem 3000 quân đánh vào Hạ châu, trấn thủ Linh châu; và dùng lời lẽ để yên dụ dân chúng. Rồi phát hịch văn yêu cầu Dương Anh đốc quân Linh châu phòng thủ dọc theo bờ sông Hoàng Hà. Quân trấn sợ quyền của Lưu Cẩn, không dám đem việc này báo lên triều đình. Hữu Thiêm đô ngự sử, Tuần phủ Diên Tuy Hoàng Kha Phong đem hịch văn của Chu Chí Phiên báo lên triều đình, thỉnh cầu 8 việc. An Hóa vương sai bọn Ngụy Trấn đến dụ hàng doanh Quảng Vũ, bị Tôn Long dùng cung tiễn bắn loạn xạ, nên phải rút lui. Tào Hùng tự dẫn quân tới Linh châu. Đô chỉ huy Hàn Bân, Tổng binh Quan Hưng Vũ Doanh Bảo Huân, Tham tướng Thời Nguyên hưởng ứng Tào Hùng, phái binh đến cùng hội họp. Hoàng Kha lập tức hạ lệnh Bảo Huân, Thời Nguyên phân binh giữ Hà Đông, phản quân không dám đến đánh.
Trong lúc Chu Chí Phiên khởi loạn, cả Quan Trung đại chấn, trong ngoài đều lo sợ. Trong triều Lưu Cẩn tìm cách che giấu hịch văn kể tội mình không cho Chính Đức biết, tìm cách hãm hại những người tấu việc về hịch văn, xử tử hoặc lưu đày. Lưu Cẩn lại giả chiếu đổi cho tâm phúc là Thị lang bộ Hộ Trần Chấn làm Thị lang bộ Binh kiêm Thiêm đô ngự sử, tạm hành tổng chế sự, thảo phạt Chu Chí Phiên. Lúc đó quân sĩ tiến cử Hữu đô ngự sử Dương Nhất Thanh làm Đề đốc quân vụ. Lưu Cẩn mong muốn Dương Nhất Thanh phải đàn áp nhanh loạn quân, rồi giết chết bọn người kia để diệt họa miệng. Chính Đức đế dùng Dương Nhất Thanh làm Tổng chế Ninh Hạ, Diên Tuy, Cam, Lương quân vụ, thảo phạt An Hóa. Lấy thái giám Trương Vĩnh làm Tổng độc quân vụ Ninh Hạ. Thăng Phó tổng binh, Đô chỉ huy Thiêm sự Dương Anh là Hữu phủ thự Đô đốc Thiêm sự, sung Tổng binh quan, đem quan quân Diên Tuy 1500 người dưới quyền thống lĩnh. Trấn thủ Ninh Hạ, Du kích tướng quân, Đô chỉ huy thiêm sự Cừu Việt là Phó tổng binh quan, Phòng vệ Linh châu Đô chỉ huy Thiêm sự Sử Dung làm Du kích tướng quân. Trước đó Cừu Việt là bộ tướng dưới quyền Dương Nhất Thanh, đến khi chuyện ông ta đã hàng giặc, triều thần định thu hồi sắc thu. Đại học sĩ Dương Đình Hòa cho rằng Cừu Việt chỉ là bị ép bức chứ chưa hẳn thực có ý phản, nên đề nghị không truy hồi sắc thư, thay vào đó thảo chiếu thư xá miễn, nhằm li gián quân khởi nghĩa. Bảo Huân cùng Chu Chí Phiên hợp mưu với nhau, nhưng Chí Phiên nghi Huân là ngoại ứng, triều đình bèn dùng kế dùng Huân làm Tham tướng. Bảo Huân dâng sớ lên triều đình nói mẹ và vợ đều ở dưới chỗ quân nổi dậy, chứ không cố ý theo giặc, nay xin theo về triều đình. Thiêm sự Bào Tích đem kị mã cáo biến, bộ Binh thấy là người có khí tiết, được nhận làm Tham tướng giữ phía đông Ninh Hạ, Mã Ngang thì bị bãi miễn. Chính Đức lệnh triều đình nghị tội An Hóa vương, bộ Binh và Anh quốc công Trương Mậu đề nghị tước bỏ phong hiệu quận vương. Chính Đức đồng ý, phái quan viên đến cáo tông miếu, xá thiên hạ, trừ vương tước của Chu Chí Phiên, lấy Thần Anh giữ ấn Bình Hồ tướng quân, sung Tổng binh quan, cùng Dương Nhất Thanh tiết chế Kinh Doanh và Thiểm Tây, Ninh Hạ, Diên Tuy, Cam Lương các lộ quân mã thảo phạt bạn quân. Ngự mã giám thái giám Lục Ngân nhận chức Quản lĩnh thần thương, cùng Trương Vĩnh nhận chiếu tuyển trong Kính Doanh quân 30.000 người tinh tráng để ra trận. Nhà vua đích thân đến cửa Đông Hoa tiễn Dương Nhất Thanh, Trương Vĩnh, ban cho quan phòng, kim qua, cương phủ, và kim bài tổng đốc.
Trận chiến quy mô đầu tiên diễn ra ngày 21 tháng 5, ở sông Hoàng Hà. Quân khởi nghĩa chiến bại, quan quân thu được thuyền chiến và vũ khí。 Dương Anh sai Sử Dụng đoạt thuyền ở tây ngạn Hoàng Hà. Tào Hùng và Sử Dung lại bí mật phái người đến hẹn với Cừu Việt làm nội ứng. Cừu Việt thấy rằng Chu Chí Phiên khởi loạn mà cũng chẳng có mưu lược gì cũng đã chán nản, bèn xưng bệnh ở nhà và bí mật chiêu mộ những tráng sĩ trung thành với hoàng gia. Bọn Hà Cẩm vốn tin tưởng Cừu Việt, thường đến chỗ ông ta hỏi kế sách. Cừu Việt bố trí người xuất thành, khi trở về thì thông báo rằng quan quân đang tới chỗ nào, để đánh lạc hướng tiến quân của Chu Chí Phiên. Chí Phiên mắc mưu, phái Hà Cẩm, Đinh Quảng đem 3000 quân ra cửa Thủ Độ, chỉ còn Chu Ngang làm lưu thủ trong thành. Khi làm lễ xuất quân hạ lệnh triều Cừu Việt, nhưng Việt xưng bệnh không tới. Chu Ngang đến nhà thăm bệnh và hỏi mưu kế, Cừu Việt dụ Ngang vào trong mật thất đã có bố trí người phục kích, đến lúc thì xông ra chém chết Ngang. Sau đó sai bọn tráng sĩ Dương Chân cỡ hơn 100 người đến vương phủ giết Chu Hà, Tôn Cảnh Văn, Sử Liên... 11 người, bắt sống Chu Chí Phiên và con là Chu Thái Tiềm, Tạ Đình Hòe, Hàn Đình Chương, Trương Hội,... Đó là ngày 30 tháng 5. Cuộc nổi dậy chấm dứt.
Cừu Việt ra nghênh tiếp quân của Dương Anh, giả lệnh Chu Chí Phiên cho bọn Hà Cẩm trở về, rồi bí mật chiêu dụ Trịnh Khanh. Khi Hà Cẩm về thanh, bọn Trịnh Khanh liền đem bộ binh giết Hồ Tỉ, Ngụy Trấn hơn 10 người, rồi qua Hà Khẩu giết Lưu Việt, Khương Vĩnh; nghĩa quân tan rã. Hà Cẩm, Đinh Quảng, Từ Khâm, Dương Thái, Vương Phụ chạy ra núi Hạ Lan, rồi đều bị bắt.

## Hậu quả
Anh họ Chí Phiên là Khánh vương vì từng nịnh bợ Chu Chí Phiên và dùng lễ quân thần với hắn; Chính Đức không truy cứu, chỉ ra chiếu tước Hộ vệ, cách 1/3 bổng lộc; Thừa phụng và Trưởng sử bị biếm ra biên ải. Sau Khánh vương thỉnh cầu khôi phục bổng lộc, nhưng không được chuẩn tấu, nhưng cũng được khôi phục một phần đãi ngộ. Đến năm Gia Tĩnh thứ 3 (1524) ông ta lại bị hặc tội, đoạt đi phong hiệu phế làm thứ nhân. Sau khi chết lại được phục tước.
Các công thần bình định phản loạn đều được ban thưởng. Khương Hán được ban chiếu an táng đàng hàng, con là Khương Thích được thừa tập nguyên chức Du lâm vệ mà còn thăng thêm một cấp là quản sự. Quân đội của Tào Hùng sau khi Chu Chí Phiên thất bại thì dâng tấu thổi phồng công lao. Con trai của Hùng là Tào Mật là con rể của Lưu Cẩn, vì thế Lưu Cẩn mang tư tâm muốn giành công cho Hùng, Hùng bèn được phong làm Tả đô đốc, Tào Mật làm Thiên hộ. Phùng Trinh được phong Đô chỉ huy Đồng tri. Thượng thư bộ Lại Lý Đông Dương là Đặc tiết, Tả trụ quốc... Chu Chí Phiên cùng gia quyến 18 người bị giải về kinh sư làm lễ hiến phù, Dương Nhất Thanh đề nghị xét tội phản quốc, đề nghị xử chết. Có hơn 1000 người bị tù cấm ở Linh châu, Dương Nhất Thanh thả hơn 100 trong số đó, và được triều đình cho giữ chức ở ngay đất Thiểm. Hà Cẩm cùng hơn 100 người loạn Đảng bị đưa đến cửa Đông Hoa. Chính Đức rót rượu úy lạo Trương Vĩnh. Dương Nhất Thanh có ý muốn trừ Lưu Cẩn, liền lôi kéo Trương Vĩnh về phía mình. Đến Bắc Kinh, Trương Vĩnh ngay trong đêm vào gặp Chính Đức, tố cáo Lưu Cẩn mưu phản, và đưa hịch kể tội Lưu Cẩn cho Chính Đức coi.
Ngày 16 tháng 9 năm 1510, Lưu Cẩn bị bắt, Lục khoa Cấp sự trung Tạ Nột, Thập tam đạo ngự sử Hạ Thái dâng sớ kể tội hành vi của Lưu Cẩn. Ngày 27 tháng 9, Lưu Cẩn bị lăng trì xử tử. Sau đó, Cừu Việt được phong Hàm Ninh bá, bổng bộ 1000 thạch, ban cho thiết khoán. Dương Đình Hòa được làm Thiếu phó kiêm Thái tử thái phó, Cẩn Thân điện đại học sĩ, con trai ông ta làm Trung thư xá nhân. Hà Cẩm, Đinh Quảng, Dương Thái, Từ Khâm, tổng cộng 11 người bị lăng trì xử tử. Chu Chí Phiên và cung quyến bị cấm cố ở Cao Tường đất Phượng Dương, còn những người khác bị đưa đến Hoán y cục; bọn Thân Cư Kính 55 người và thâm chúc Mạnh Kế Tổ 38 người bị xử trảm, con nhỏ và bà con 190 người bị đưa ra biên viễn. Bọn Thân Cư Kính 61 người là binh sĩ Khương Hán sở tuyển, kì thực không có đi theo phản quân, nhưng bị tuần phủ quan vu cáo để quy công cho bộ hạ là Đô đốc thiêm sự Lam Kính. Quan quân ở Ninh Hạ được ban thưởng vàng bạc. Bọn người áp giải Hà Cẩm và gia chúc 330 người được thăng một cấp. Trương Vĩnh tăng bổng lộc mỗi năm thêm 48 thập, ngân ngũ 100 lưỡng, Dương Nhất Thanh làm Thái tử Thiếu bảo, tiền 50 lưỡng. Dương Trung, Lý Duệ, Trương Khâm được biểu dương lòng trung nghĩa, truy tặng chức, con của họ được tập ấm, thăng quan hai cấp...
Chu Chí Phiên bị giam cầm, đến ngày 14 tháng 3 năm Chính Đức thứ 6 (1511) thì bị xử án tam ban triều điển, thi thể bị đốt đi. Năm người con trai của ông ta bị cầm tù ở Tây nội. Về sau các con và em trai Chu Chí Phiên đều bị đoạt đi thân phận hoàng thất và bị giết. Cháu nội Chí Phiên là Chu Tỉ Tài bị giam cầm ở Cao Tường thuộc đất Phượng Dương. Hơn 35 hộ gia nhân của vương phủ bị bắt sung quân tất cả.